# Topělecký rybník
Topělecký rybník je název vodní plochy typu rybník nacházející se v katastru města Písku na bezejmenném levostranném přítoku Jiheru. Je napájen několika potoky: od západu jedním z Kamenitého rybníka, od východu od silnice Písek-Topělec, a od severu jedním z lesa a druhým z Formánkovského rybníka. Má nepravidelný obdélníkový tvar. Hráz je orientována západo-východním směrem. Délka rybníka je 270 m, šířka uprostřed 182 m a při hrázi 180 m. Jedná se o chovný rybník na jehož březích jsou rákosiny a louky a kde žijí kachny a volavky. Přes hráz vede cesta a je zde umístěno silo. Přepad je v západní části, stavidlo uprostřed. Voda odtéká potokem na jihozápad do Prostředního rybníka. Na hrázi rostou vysoké stromy. Rybník vznikl před rokem 1869.

## Galerie

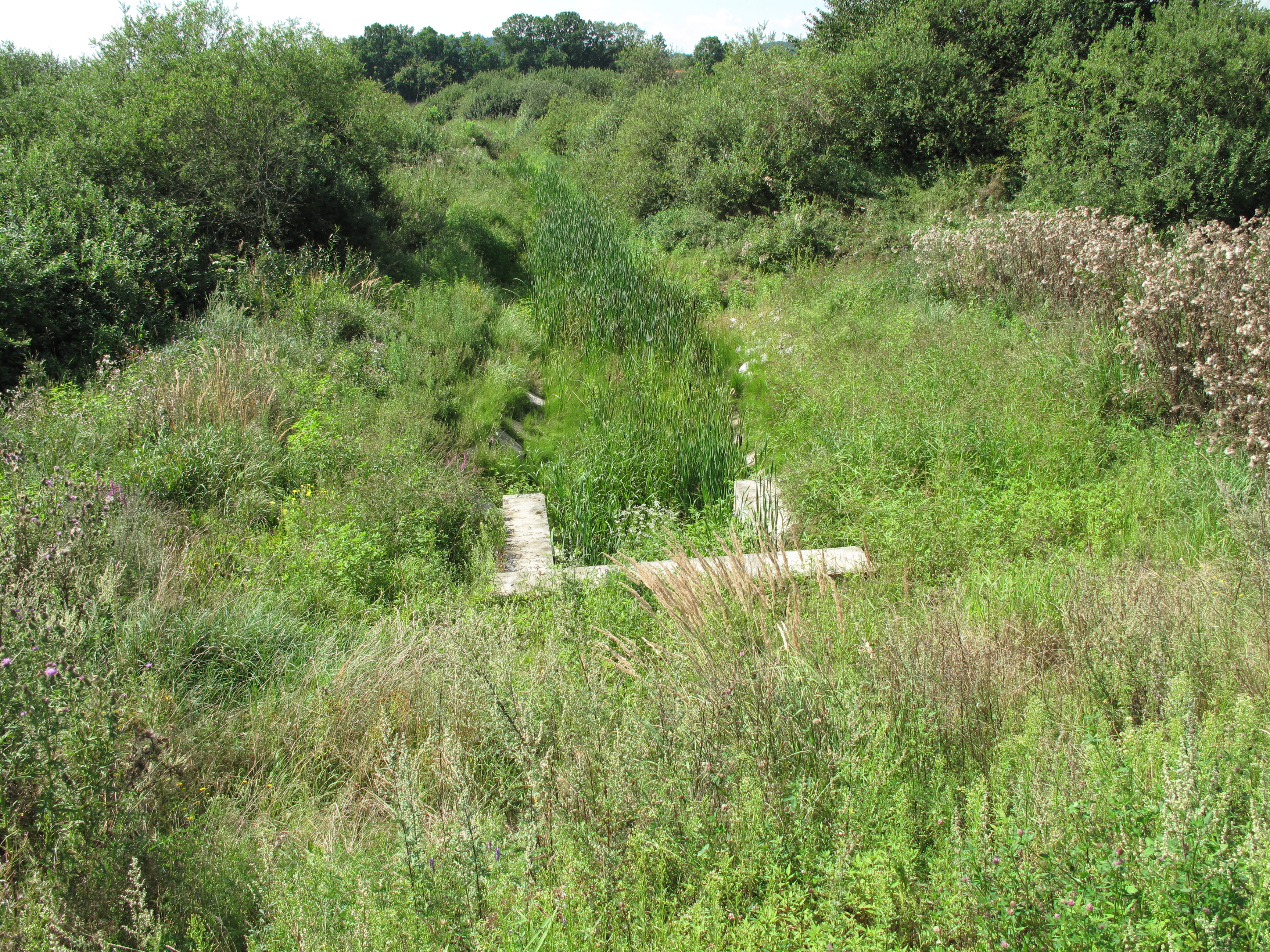
Odtok
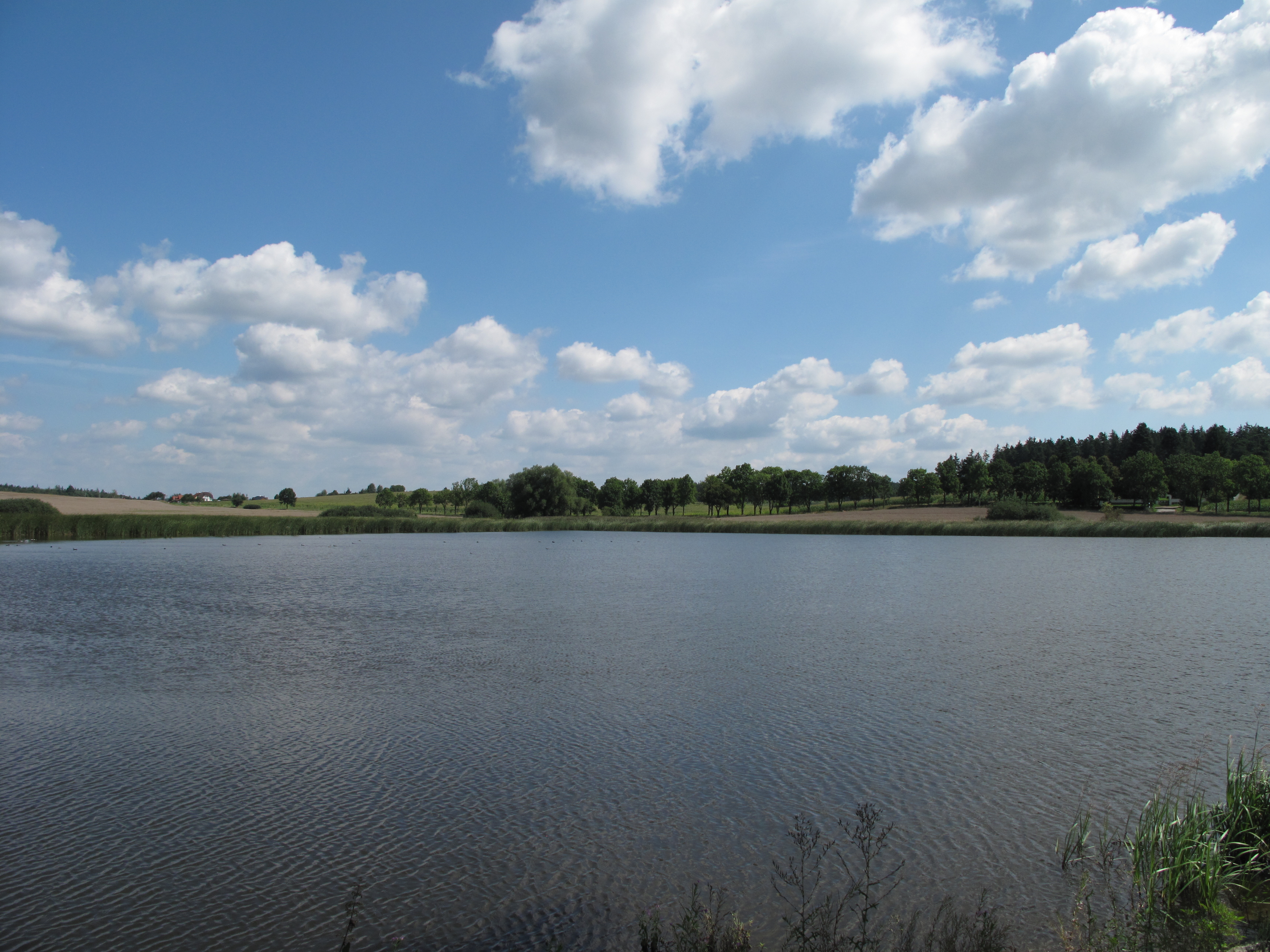
Pohled z hráze
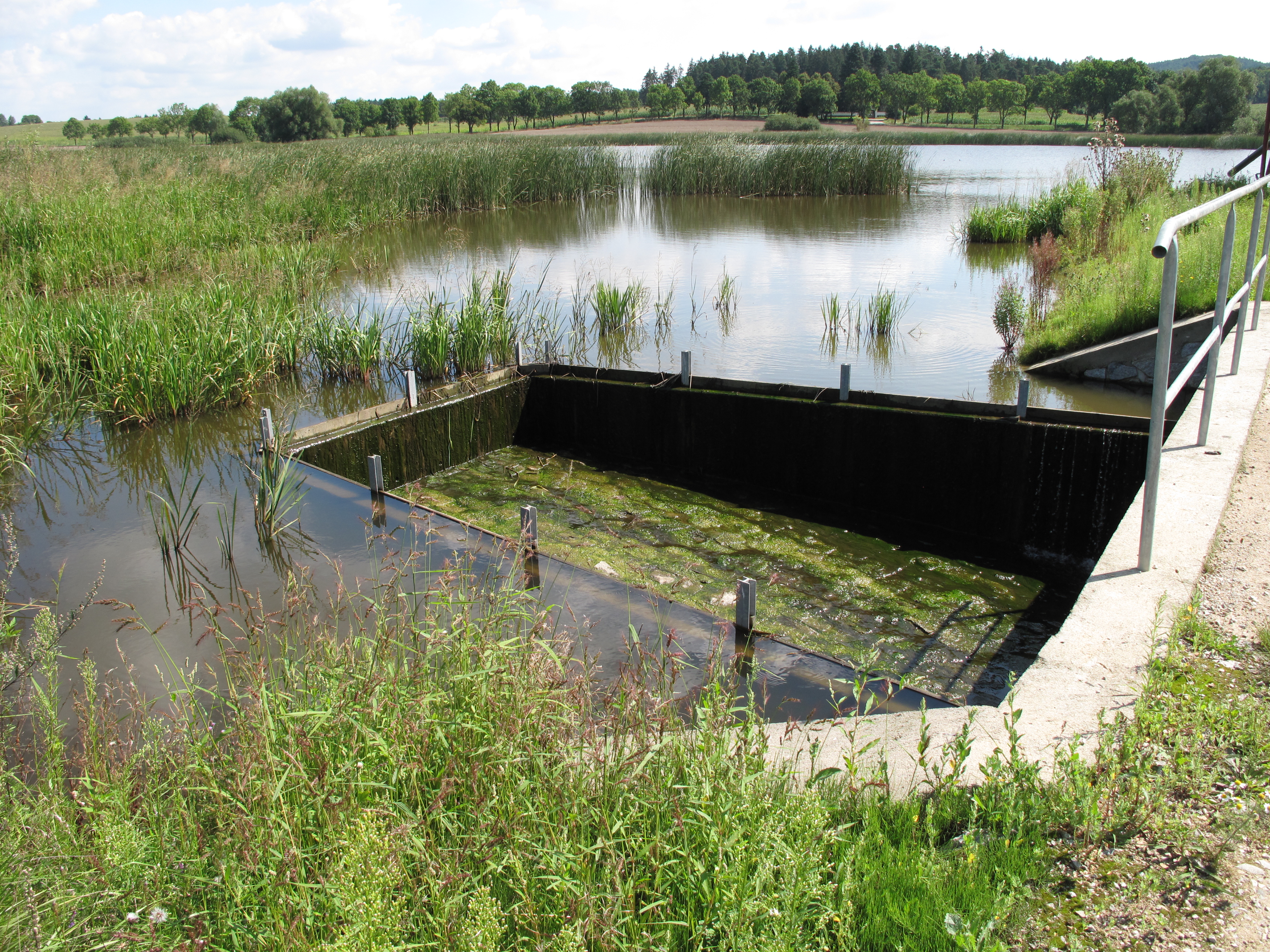
Přepad
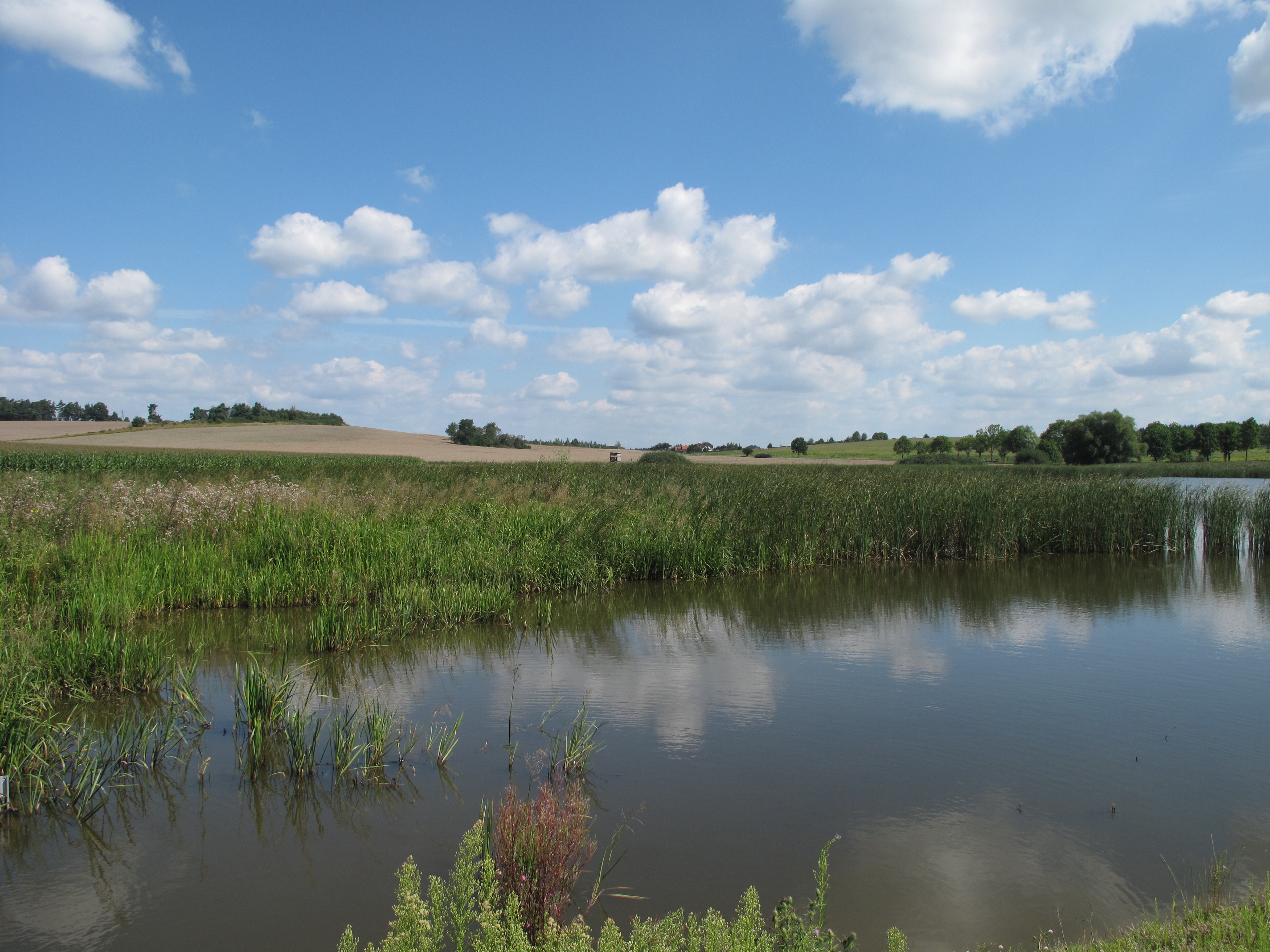
Pobřežní rákosiny
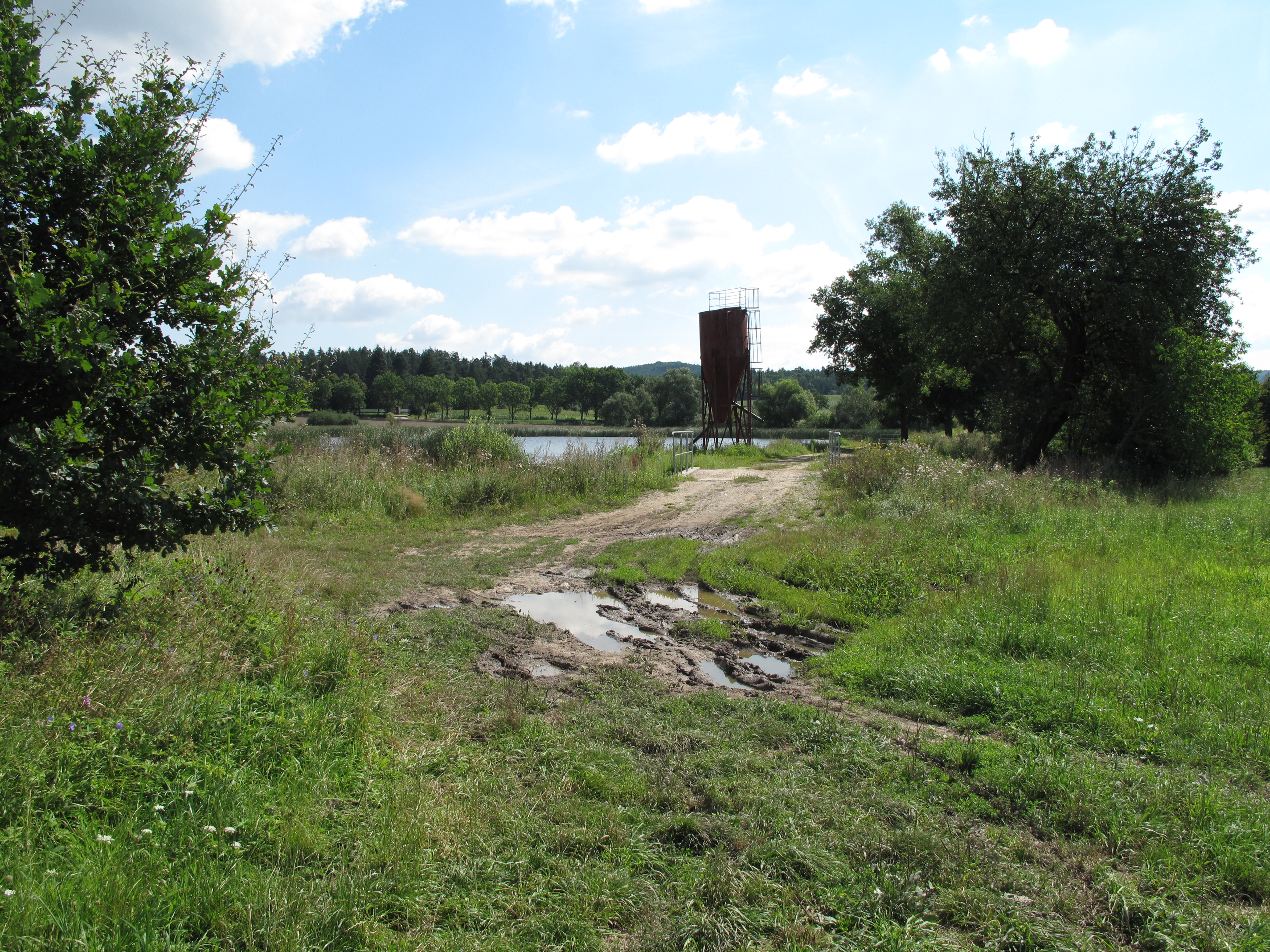
Tank na krmivo
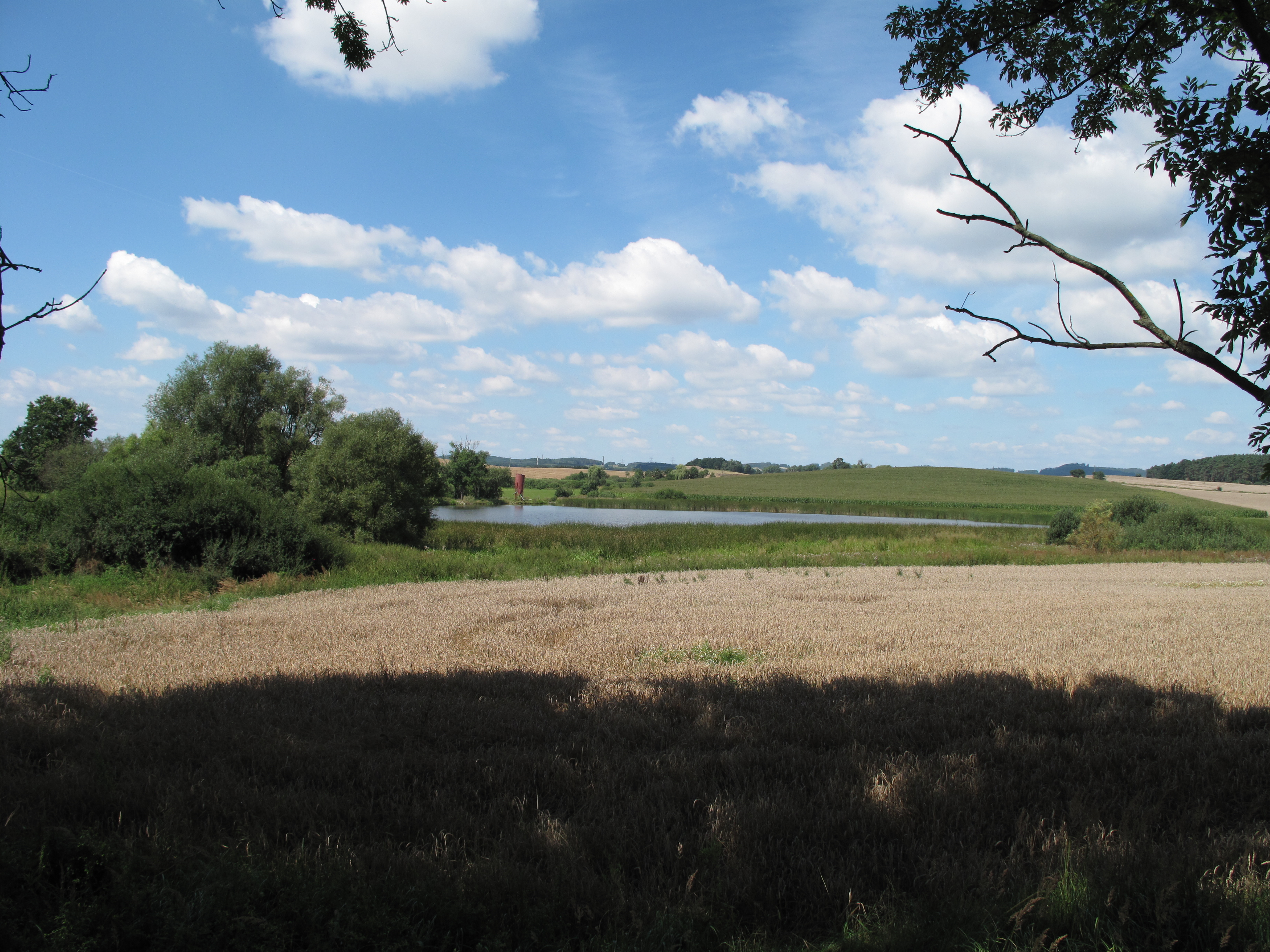
V pohledu ze silnice
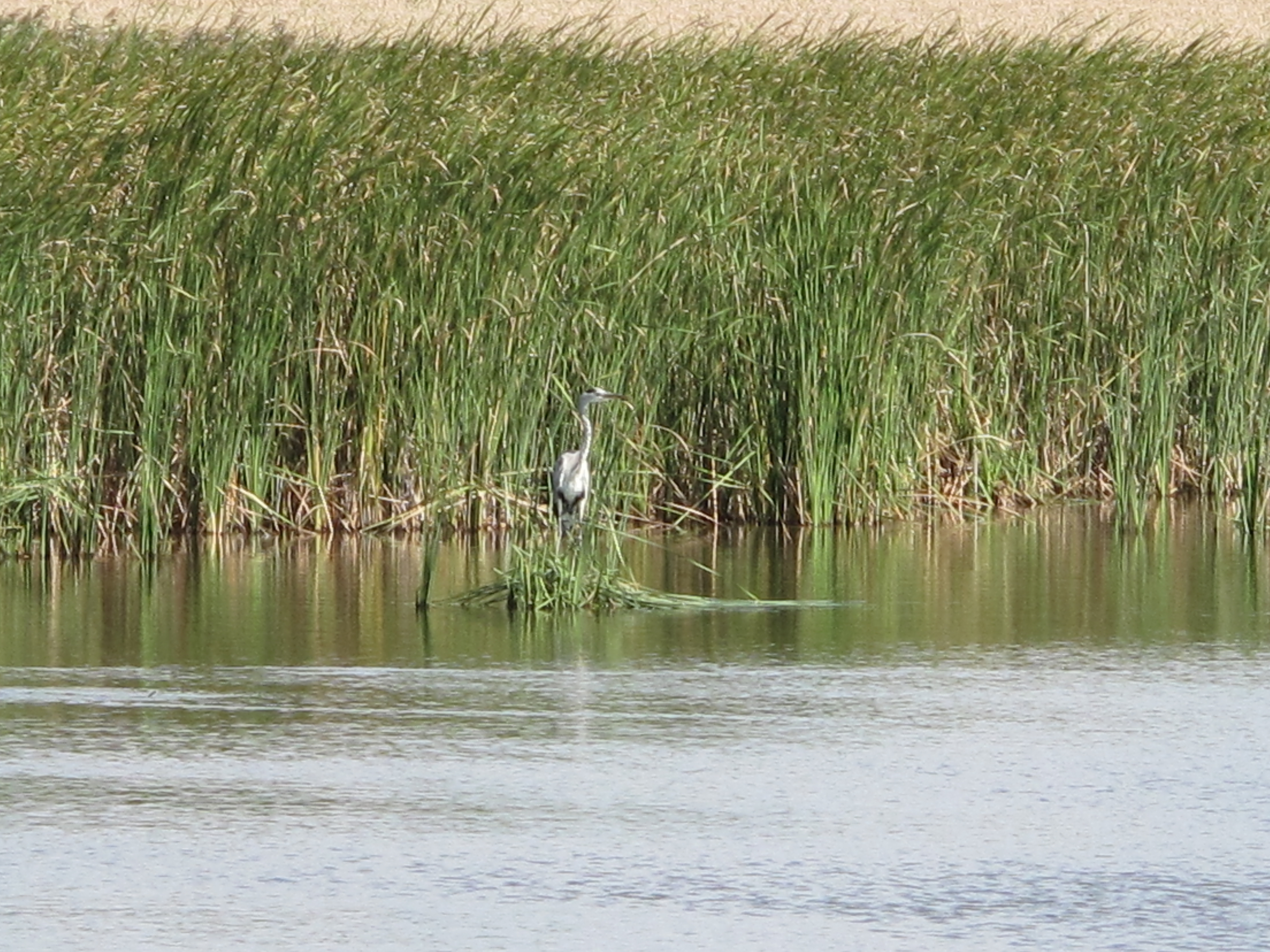
Volavka